# Clarence Nash
Clarence Charles "Ducky" Nash (7. prosinec 1904–20. únor 1985) byl americký hlasový herec a impresionista. Nejlépe si ho pamatujeme jako původní hlas kreslené postavičky Disneyho Kačera Donalda. Narodil se ve venkovské komunitě Watonga v Oklahomě a na jeho počest byla pojmenována ulice v tomto městě. V roce 1993 byl posmrtně uznán jako Disney Legend za své příspěvky k filmům Walta Disneyho.

## Životopis
Clarence Nash se narodil v roce 1904 ve Watonze v Oklahomě na farmě svých rodičů. Už jako dítě trávil čas napodobováním hospodářských zvířat. Když bylo Nashovi devět let, rodina se přestěhovala do Glasgow ve státě Missouri a o rok později do Independence. Ve dvanácti letech ovládal mimo jiné hlasy psů, koček, kuřat, koní a mývalů. Když dostal kůzlátko, napodobil také ten hlas a vetkal slova do řevu.
Během několika příštích let poprvé předvedl své dovednosti na školním hřišti, než ho školní talentová show přiměla vystoupit před větším publikem. Zde již dosáhl velkého úspěchu s hlasem ovečky Marie. Později opustil školu, aby cestoval po Středozápadě jako hráč na mandolínu a zvířecí imitátor se skupinami Red Path Chautauqua a Lydeum. Skupiny se na konci dvacátých let k Nashově lítosti rozpadly.
V roce 1930 se oženil se svou přítelkyní Margie a slíbil jí, že opustí showbyznys ve prospěch trvalého zaměstnání a bydlení. Hledání práce vedlo nejprve do San Francisca, poté do Los Angeles. Tam byl zaměstnán ve společnosti Adohr Milk Company, kterou propagoval pomocí pojízdného mléčného vozu. Jednoho dne se spontánně zúčastnil konkurzu ve studiu Disney, po kterém filmový producent usoudil, že jeho ovčí hlas je pro novou postavu, malou kachnu, perfektní. A tak se 2. prosince 1933 herec stal 125. zaměstnancem Disneyho.
Některé problémy bylo nutné vyřešit. Musel se tedy naučit kvákat v mnoha různých jazycích. Jak sám tvrdí, nejtěžší pro něj byla němčina. Délka slov musela být přizpůsobena přesně kresleným dialogům, což bylo také obtížné. Donaldův slovník byl navíc značně omezený, protože některá slova jednoduše nemohla vyslovit jasně a podléhala přísné cenzuře.
Nash se objevil v mnoha filmech, dokud, od roku 1962, nová díla byla kreslena sporadicky. Nash však Donaldovi nadále vyjadřoval hlas v různých projektech, například zpíval píseň Macho Duck na diskotékovém albu Mickey Mouse. Naposledy namluvil kachnu v roce 1983 v adaptaci Mickey's Christmas Carol od Charlese Dickense (původní název: Mickey's Christmas Carol). Na konci 70. let byl Nash známý tím, že často chodil po základní škole Fremont v Glendale v Kalifornii, kde žil až do své smrti, a bavil děti svým hlasem. Později také cestoval po světě s panenkou Donald a vystupoval ve školách, nemocnicích a sirotčincích.
V roce 1983 mu prezident Ronald Reagan předal plaketu v Bílém domě. Byla po něm pojmenována ulice v jeho rodném městě. Sám jednou řekl:
```
"Chtěl jsem se stát lékařem, ale stal jsem se největším šarlatánem na světě!"
```

20. února 1985 Nash zemřel v Burbanku na leukémii. Byl pohřben na hřbitově San Fernando Mission Cemetery v Mission Hills v Los Angeles. V současné době sdílí hrob se svou ženou, která zemřela v roce 1993. Na náhrobku je vyrytý nápis Donalda, který se drží za ruce s Daisy Duck.